# Taliesin Jaffe
Pour les articles homonymes, voir Jaffe.
Taliesin Jaffe est un acteur et scénariste américain né le 19 Janvier 1977 à Los Angeles.
Il est principalement connu pour ses rôles dans la websérie Critical Role, le film Mr Mom comme enfant acteur et son travail pour la version anglaise de l'animé Hellsing.

## Biographie
Taliesin est né dans une famille d'acteurs à Los Angeles. Il est le fils de l'actrice Nina Axelrod et Robert Jaffe, et le petit-fils du scénariste George Axelrod et du producteur Herb Jaffe. Taliesin a deux jeunes frères et une jeune sœur. 
Il a travaillé sous le nom de famille de sa mère, "Taliesin Axelrod" ou "T. Axelrod", comme pour le doublage anglais des Fire Emblem.  
Il parle ouvertement de sa bisexualité, notamment en 2017 dans le Wednesday Club de Geek & Sundry.  

### Études
Taliesin a étudié pendant deux ans à The Crossroads School for Performing Arts à Los Angeles.

### Carrière
Taliesin commence sa carrière professionnelle très tôt, comme enfant acteur. Il joue le rôle de Kenny Butler dans Mr Mom en 1983 et incarne en 1984 Christopher Floyd dans 2010: L'année du premier contact. L'année suivante, il joue Ludwig Müller dans Explorer. En 1986, il a le rôle principal Eric Hanlon dans Un Secret Trop Lourd. En 1987, il incarne Grant dans Convicted: A Mother's Story.
Il décroche aussi des rôles dans des séries comme Danny Slater dans Drôle de Vie et Jimmy Hasset dans Hôpital St. Elsewhere en 1984. En 1985, il obtient le rôle de Willy Mansfield dans Hail to the Chief. En 1986, il joue trois personnages: Neil Hanlon dans Comedy Factory, et Marc ("Magic Saturday", épisode 3, saison 2) et Scott ("Boo!", épisode 17, saison 1) dans Histoires Fantastiques. De 1987-1989, il obtient le rôle de Kenny Granger, le fils du personnage principal Hildy Granger, dans She's the Sheriff.
Il révèle à Brian W. Foster dans Between the Sheets qu'il arrêta volontairement sa carrière d'acteur après avoir obtenu un rôle dans Baywatch. Pendant la lecture du script avec son père, il ne parvenait pas à garder son sérieux, si bien que son père lui suggéra de ne pas jouer ce rôle. Taliesin eut alors la révélation qu'il souhaitait emprunter d'autres voies dans sa carrière dans les arts du spectacles. Il continue sa carrière comme directeur (Hellsing par exemple), puis se tourne vers le doublage.
En 1991, il joue son premier rôle comme doubleur dans 3x3 Eyes, où il prête sa voix au personnage du démon grenouille pour la version anglaise. Il double plusieurs animés et séries avant de prêter sa voix au personnage Wakaba The Cat dans NieA under 7 en 2000. L'année suivante, il obtient le rôle de Mori Koji pour la version anglaise de I My Me! Strawberry Eggs, puis grand nombre de rôles dans la mini série Hellsing. Il recommence un travail important de doublage pour Hellsing Ultimate de 2006 à 2009, où il est aussi scénariste principal de la version anglaise.
Il double Preta Ghoul dans Black Cat de 2005 à 2006 et Le Flash dans Mortal Kombat VS DC Universe en 2008, puis dans Injustice 2 en 2017. 
En 2010, il double Thancred dans Final Fantasy XIV, puis des voix additionnelles dans Final Fantasy XV en 2016. L'année suivante, il prête sa voix pour de multiples rôles dans Fire Emblem Heroes.
En parallèle, Taliesin Jaffe fait de la figuration, comme dans Dr House (saison 6, épisode 18) en 2010 ou XOXO: Carpe Diem en 2016.

### Critical Role
En 2015, il commence avec ses amis Matthew Mercer, Marisha Ray, Liam O'Brien, Laura Bailey, Travis Willigham, Ashley Johnson, Orion Acaba et Sam Riegel la websérie Critical Role, où ils jouent à Donjons et Dragons. Il y joue l'un des rôles principaux, d'abord Percival "Percy" Fredrickstein von Musel Klossowski de Rolo III dans la première campagne "Vox Machina" (2015-2017), puis Mollymauk Tealeaf et Caduceus Clay dans la deuxième campagne "The Mighty Nein" (2018-2021) et Ashton Greymoore dans la troisième campagne (2021).
Il double son personnage Percy dans la série animé The Legend of Vox Machina.
En parallèle de la série principale, Taliesin participe à d'autres émissions, dont Talks Machina (2016-2018 ) et Between the Sheets animés par Brian W. Foster, Narrative Telephone depuis 2020 et All Work no Play animé par Liam O'Brien et Sam Riegel. Il anime MAME Drop, une émission sur le retrogaming et d'autres références culturelles du XXe siècle.

## Filmographie[8]
La liste de cette section est volontairement incomplète. Les rôles de type "voix additionnelles" ont été retiré, en faveur des rôles nommés, les plus célèbres de la culture populaire et les plus importants de sa carrière.

### Acteur (doubleur)

#### Jeux vidéos
- 2020 : World of Warcraft: Shadowlands : Darion Mograine
- 2018 : Soulcalibur VI : Azwel
- 2018 : The Legend of Heroes: Trails of Cold Steel IV : Thomas Lysander
- 2018 : Pillars of Eternity II: Deadfire : Eothas / Percival de Rolo
- 2017 : Injustice 2 : The Flash / Barry Allen
- 2017 : Fire Emblem Warriors : Nabarl
- 2017 : Fire Emblem Heroes : Bruno / Caïn / Nabarl
- 2016 : Tales of Berseria : Eizen
- 2016 : Street Fighter V : Blanka
- 2015 : God Eater 2 : Rage Burst : Haruomi Makabe
- 2015 : Pillars of Eternity - The White March DLC  : Uldric
- 2014 : The Elder Scrolls Online : Vanus Galerion / Voix additionnelles

#### Séries & Films
- 2022 : The Legend of Vox Machina: Percival de Rolo
- 2019 : One Piece: Stampede : Basil Hawkins
- 2007 : Shigurui
- 2007 : Ghost Hunt
- 2006 : School Rumble

### Acteur (Live-Action)

#### Films
- 1986 : Un secret trop lourd: Eric Townsend
- 1985 : Explorers: Ludwig Müller
- 1984 : 2010: L'année du Premier Contact (L'Odyssée Continue): Christopher Floyd
- 1983 : Mr. Mom: Kenny Butler

#### Séries
- 2018-2021 : Vampire: the Masquerade: L.A. by Night: Carver
- 1987-1989 : She's the Sheriff: Kenny Granger
- 1986 : Histoires Fantastiques: Mark / Scott
- 1984 : Drôle de Vie: Danny Slater (saison 5, épisode 14)

### Autres
- 2015 : Return to PopoloCrois: A Story of Seasons Faiytale: Directeur Voix
- 2013 : Akiba's Trip 2: Directeur Voix
- 2011 : Ultimate Marvel VS Capcom 3: Directeur Voix
- 2011 : Marvel VS Capcom3: Fate of Two Worlds: Directeur Voix
- 2010 : Sengoku Basara 3 : Directeur Voix
- 2008-2009 : Sukippu bîto! : Directeur Voix
- 2009 : Street Fighter IV: The Ties that Bind: Directeur Voix
- 2006-2012 : Hellsing Ultimate: ADR Director
- 2004-2005 : Beck: Mongolian Chop Squad : ADR Director
- 2003-2004 : R.O.D The TV: ADR Director
- 2002 : Ailes Grises: Directeur Voix
- 2001-2002 : Hellsing: ADR Director
- 2000 : NieA Under 7: ADR Director
- 1999 : Nanako, Manuel de Génétique Criminelle : ADR Director
- 1998 : Nazca : ADR Director

## Récompenses
Pendant sa carrière d'enfant acteur, Taliesin obtient en 1985 son premier prix de Best Young Actor (Guest in a Television Series) pour son rôle dans la série Drôle de Vie. En 1987, il remporte un deuxième prix: Exceptional Performance by a Young Actor in a Supporting Role (TV Special or Movie of the Week) pur son rôle dans Un Secret Trop Lourd.